# Roberto Rivelino
Roberto Rivelino hay Rivellino (sinh 1 tháng 1 năm 1946 tại São Paulo) là một cầu thủ bóng đá người Brasil, nổi tiếng với những cú sút chân trái uy lực, những pha sút phạt sấm sét, những đường chuyền dài chuẩn xác và ông cũng nổi tiếng với bộ ria mép lớn đặc trưng.
Ông nổi tiếng với cú đá phạt vào lưới Tiệp Khắc được gọi tên là "Cú đá nguyên tử" (Atomic kick).
Rivelino là người đã hoành thiện kỹ năng "Elastico" của Sérgio Echigo, cũng được biết đến cái tên "flip flap", đây là một kỹ thuật nổi tiếng được sử dụng bởi nhiều cầu thủ như Ronaldinho hay Zlatan Ibrahimović.
Ông được đánh giá là một trong những cầu thủ bóng đá xuất chúng nhất mọi thời đại, và thường được xếp ở vị trí thứ 4 trong danh sách những cầu thủ Brasil xuất sắc nhất sau Pelé, Garrincha và Zico. Theo nhiều chuyên gia bóng đá, ông được coi là cầu thủ xuất sắc nhất trong lịch sử hai câu lạc bộ Corinthians và Fluminense.
Năm 2004, Pelé chọn ông vào danh 125 huyền thoại sống vĩ đại nhất mọi thời đại của bóng đá trong danh sách FIFA 100.